# Lúcio Cornélio Púsio Ânio Messala (cônsul em 90)
Lúcio Cornélio Púsio Ânio Messala (em latim: Lucius Cornelius Pusio Annius Messala) foi um senador romano nomeado cônsul sufecto entre 13 de janeiro e fevereiro de 90 com Marco Coceio Nerva no lugar do imperador Domiciano. Era filho de Lúcio Cornélio Púsio Ânio Messala, cônsul sufecto em data incerta entre 72 e 73. Além disto, foi um dos septênviros epulões e procônsul da África entre 103 e 104.